# Радикофани
Радикофани (итал. Radicofani) — коммуна в Италии, располагается в регионе Тоскана, в провинции Сиена.
Население составляет 1019 человек (2008 г.), плотность населения составляет 9 чел./км². Занимает площадь 118 км². Почтовый индекс — 53040. Телефонный код — 0578.
Покровительницей коммуны почитается святая Агафья, празднование 5 февраля.

## Демография
Динамика населения:

## Администрация коммуны
- Официальный сайт: http://www.comune.radicofani.si.it/